# Via Manzoni (Castel Goffredo)
Via Manzoni è la strada più antica di Castel Goffredo, in Provincia di Mantova, che nel corso dei secoli ha subito diverse ed importanti mutazioni nel suo aspetto. La via, che collega la piazza principale della città, Piazza Mazzini alla circonvallazione interna, ha preso diverse denominazioni: Contrata Castelli Veteris (1482), Contrada Caballaria (1500), Contrada Cavallara, Via Brescia e infine Via Manzoni.

## Storia

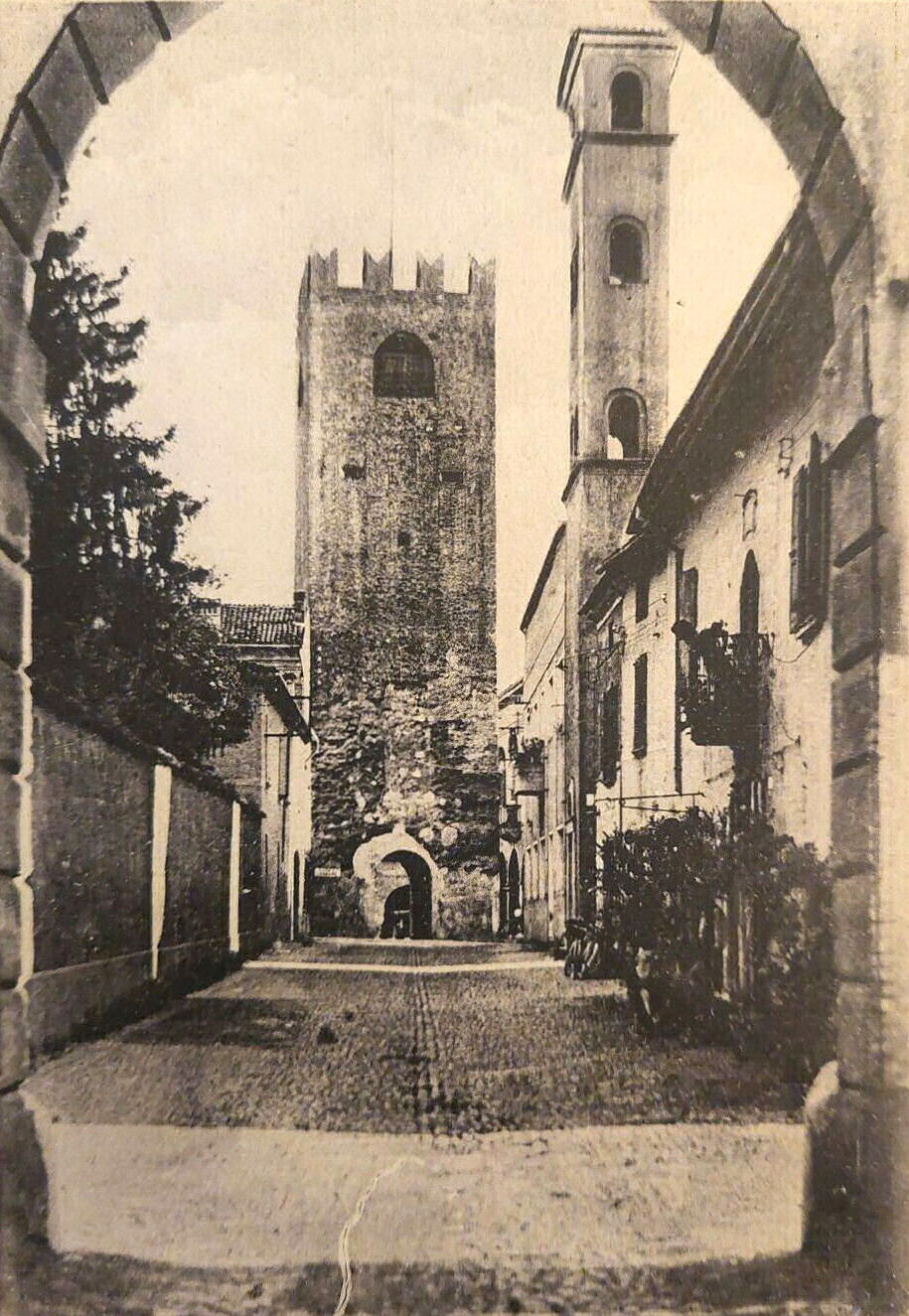
Castel Goffredo, Contrada Cavallara, vista dalla Porta di Sopra, 1935/1940.

Situata nel centro storico, corrispondente al primo insediamento abitativo fortificato del paese, “Castelvecchio”, la strada era nota sino in epoca romana per essere probabilmente il “cardo” (via che correva in direzione nord-sud), all'incrocio del quale trovava il “decumano” (via in direzione est-ovest, ora Via Mantova), luogo di origine dell'abitato di Castel Goffredo (Castrum Vifredi). Nel 1999, durante la sistemazione della strada, sono venuti alla luce i resti di un'antica strada romana.
L'unico punto di accesso a “Castelvecchio” era rappresentato dalla Torre civica, molto più bassa dell'attuale, dotata di saracinesca a garantirne il transito da sud (ora Piazza Mazzini). Sulla sinistra della torre, si apre la Piazzetta del Consorzio (ora Piazza Gonzaga), che nel medioevo era adibita a cimitero del borgo: nel 1839 alcuni scavi hanno portato alla luce numerosi resti ossei. 
Nel luogo ove ora si trova una banca, verso il X-XI secolo era stato eretto il Castello (Castello Vifredi), successivamente sostituito dalla Chiesa in Castello e, dal 1460, dalla Chiesa di Santa Maria del Consorzio con relativo campanile. La chiesa venne trasformata nel corso del tempo in magazzino della Cooperativa di Consumo, quindi in Ufficio Postale, prima di essere abbattuta nel 1986. Dell'originario edificio religioso si conservano ancora oggi gli affreschi dell'abside, che il marchese di Castel Goffredo Aloisio Gonzaga (1494-1549) aveva commissionato a un pittore del Rinascimento per abbellire il suo mausoleo, utilizzato ad accogliere le spoglie mortali dei membri del ramo cadetto dei Gonzaga di Castel Goffredo.
Proseguendo verso nord, incontriamo sulla sinistra Vicolo Carlo V. Una leggenda narra che l'imperatore abbia segnato su una casa con la sua spada una “V”, a ricordo del suo passaggio nel 1543. Nell'edificio seguente, nel 1482 era collocata la Apotechia speciaria, ossia la farmacia di “Castelvecchio”. L'ultimo edificio sulla sinistra era adibito ad osteria con alloggio. La via terminava con l'antica Porta di Sopra, edificata agli inizi del Quattrocento, che permetteva l'accesso al paese da nord, protetta da un possente rivellino. Le strutture vennero smantellate a metà del Settecento.
Attraverso la Porta di Sopra, abbattuta nel 1949, il mattino del 24 giugno 1859, transitarono le truppe francesi del generale François Certain de Canrobert, che liberarono Castel Goffredo dalla presenza della cavalleria austriaca, prima di dirigersi verso l'abitato Medole e schierarsi per la battaglia di Medole, alla quale fece seguito la sanguinosa battaglia di Solferino.
La strada è chiusa sul fianco est da una muraglia, oltre la quale è situato il giardino cinquecentesco di Palazzo Gonzaga-Acerbi.

## Architetture scomparse
Sulla strada erano presenti i seguenti edifici, ora scomparsi:
- Porta di Sopra
- Rivellino
- Castello
- Chiesa di Santa Maria del Consorzio

## Galleria d'immagini

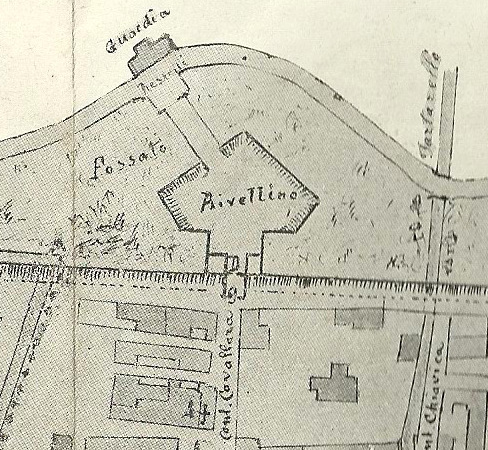
Rivellino e Contrada Cavallara
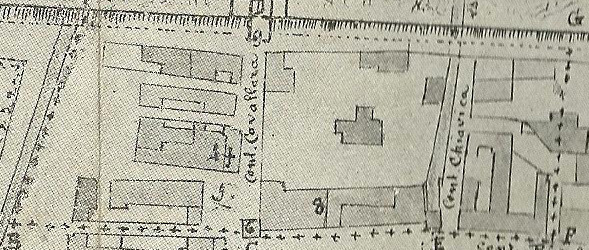
Il quartiere di Castelvecchio
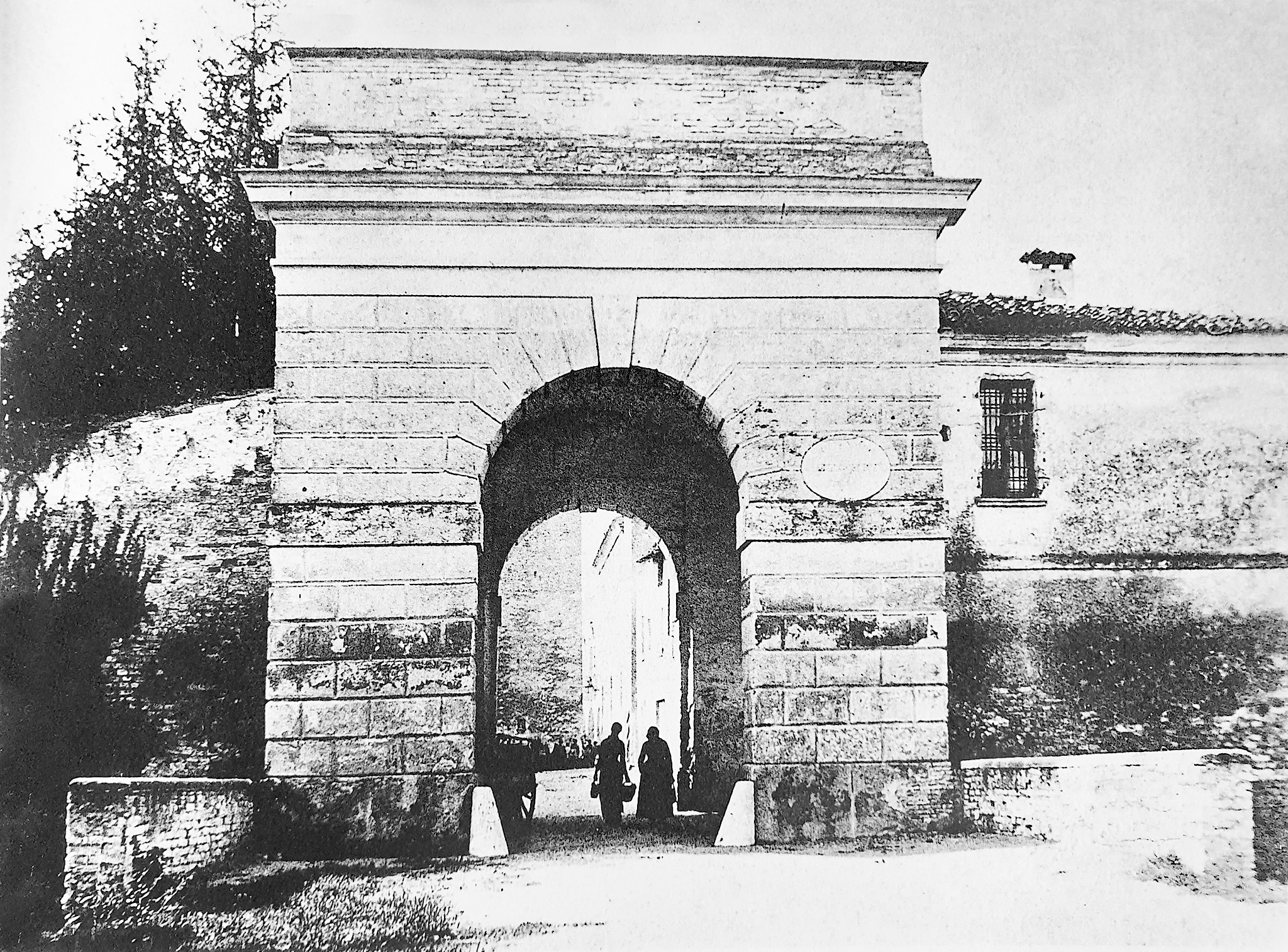
Porta di Sopra
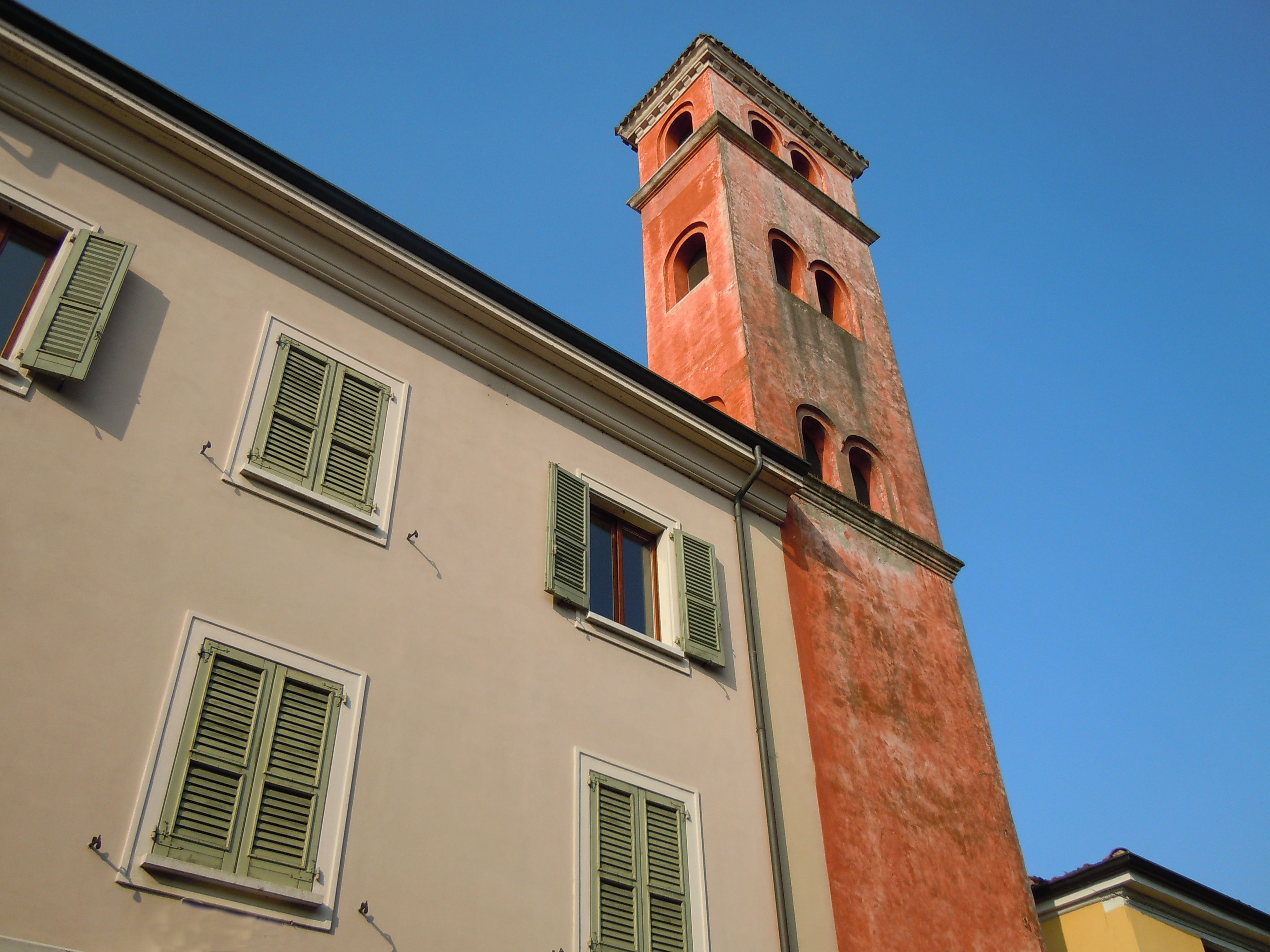
Campanile della Chiesa del Consorzio
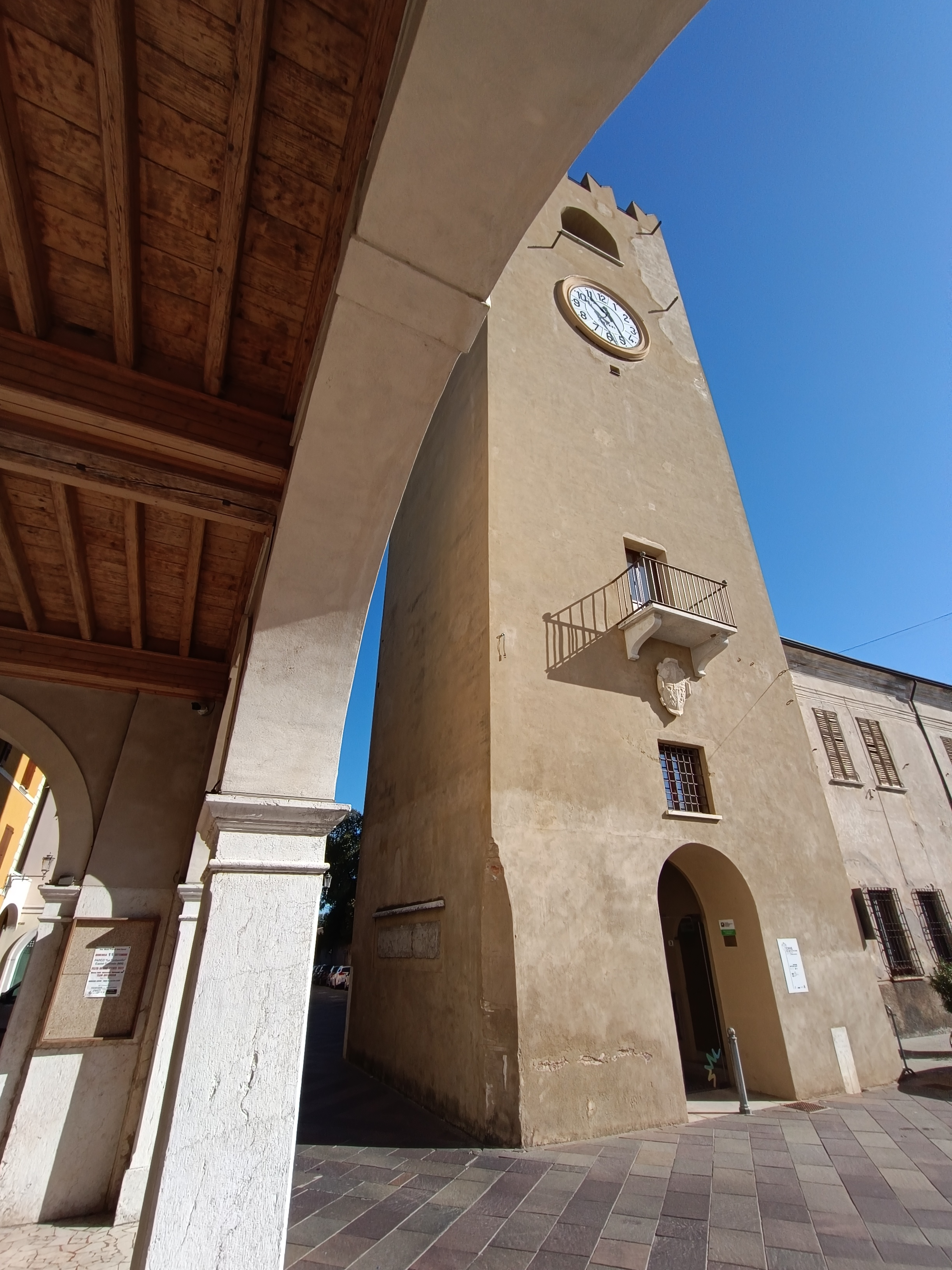
Torre civica all'imbocco di via Manzoni